# Double X
Double X è il decimo album in studio del gruppo musicale tedesco Bonfire, pubblicato nel 2006.

## Tracce
1. Day 911 – 5:43
2. But We Still Rock – 4:07
3. Cry for Help – 4:35
4. Bet Your Bottom Dollar – 4:31
5. What's on Your Mind? – 4:16
6. Blink of an Eye – 6:09
7. Rap Is Crap! – 3:49
8. Notion of Love – 3:33
9. Right Things Right – 3:55
10. Hard to Say – 3:52
11. Wings to Fly – 4:43
12. So What? – 4:39
13. Blink of an Eye (Extended Version) – 7:49
14. R.I.C. – 0:20

## Formazione
- Claus Lessmann - voce, chitarra
- Hans Ziller - chitarre
- Chris Limburg - chitarra
- Uwe Köhler - basso
- Jürgen Wiehler - batteria, percussioni